# Historial de la Primera División de España
La Liga española de fútbol la gana el equipo mejor clasificado al acabar la temporada, guardando el trofeo durante un año, hasta conocer al nuevo campeón. Sin embargo, el equipo que consigue ganar en cinco ocasiones alternas o tres veces consecutivas el mismo trofeo, se queda con él en propiedad, y un nuevo trofeo se pone en juego. Cabe puntualizar que cuando esto sucede, todos los equipos vuelven a partir de cero para obtener de nuevo el trofeo en propiedad.
Los únicos equipos con al menos un trofeo ganado en propiedad son el Athletic Club, que consiguió el primero, el F. C. Barcelona con cinco y el Real Madrid C. F., también con cinco. En negrita se indican las ligas en virtud de las cuales el correspondiente equipo gana un trofeo.

## Historial de los campeonatos
| Temporada                                                                  | Equipos                                   | Jorn.                                     | Campeón (Ligaª)                           | Puntos                                    | Subcampeón                                | Puntos                                    | Tercer clasificado                        | Puntos                                    | Pichichi                                  | Goles                                     | Zamora                      | Goles   |
| -------------------------------------------------------------------------- | ----------------------------------------- | ----------------------------------------- | ----------------------------------------- | ----------------------------------------- | ----------------------------------------- | ----------------------------------------- | ----------------------------------------- | ----------------------------------------- | ----------------------------------------- | ----------------------------------------- | --------------------------- | ------- |
| Primer Trofeo de Primera División (Athletic Club, 1929-1943)               |                                           |                                           |                                           |                                           |                                           |                                           |                                           |                                           |                                           |                                           |                             |         |
| 1928-29                                                                    | 10                                        | 18                                        | F. C. Barcelona (1.a)                     | 25                                        | Real Madrid C. F.                         | 23                                        | Athletic Club                             | 20                                        | Bienzobas                                 | 14                                        | Zamora                      | 24      |
| 1929-30                                                                    | 10                                        | 18                                        | Athletic Club (1.ª)                       | 30                                        | F. C. Barcelona                           | 23                                        | Arenas Club de Guecho                     | 20                                        | Gorostiza                                 | 19                                        | Blasco                      | 20      |
| 1930-31                                                                    | 10                                        | 18                                        | Athletic Club (2.ª)                       | 22                                        | Racing de Santander                       | 22                                        | Real Sociedad                             | 22                                        | Bata                                      | 27                                        | Zarraonandía                | 27      |
| 1931-32                                                                    | 10                                        | 18                                        | Real Madrid C. F. (1.ª)                   | 28                                        | Athletic Club                             | 25                                        | F. C. Barcelona                           | 24                                        | Gorostiza                                 | 12                                        | Zamora                      | 15      |
| 1932-33                                                                    | 10                                        | 18                                        | Real Madrid C. F. (2.ª)                   | 28                                        | Athletic Club                             | 26                                        | R. C. D. Español                          | 22                                        | Olivares                                  | 16                                        | Zamora                      | 17      |
| 1933-34                                                                    | 10                                        | 18                                        | Athletic Club (3.ª)                       | 24                                        | Real Madrid C. F.                         | 22                                        | Racing de Santander                       | 19                                        | Lángara                                   | 27                                        | Blasco                      | 21      |
| 1934-35                                                                    | 12                                        | 22                                        | Real Betis Balompié (1.ª)                 | 34                                        | Real Madrid C. F.                         | 33                                        | Real Oviedo                               | 26                                        | Lángara                                   | 26                                        | Urquiaga                    | 19      |
| 1935-36                                                                    | 12                                        | 22                                        | Athletic Club (4.ª)                       | 31                                        | Real Madrid C. F.                         | 29                                        | Real Oviedo                               | 28                                        | Lángara                                   | 27                                        | Blasco                      | 30      |
| 1936-37                                                                    | No disputado por la Guerra Civil Española | No disputado por la Guerra Civil Española | No disputado por la Guerra Civil Española | No disputado por la Guerra Civil Española | No disputado por la Guerra Civil Española | No disputado por la Guerra Civil Española | No disputado por la Guerra Civil Española | No disputado por la Guerra Civil Española | No disputado por la Guerra Civil Española | No disputado por la Guerra Civil Española |                             |         |
| 1937-38                                                                    | No disputado por la Guerra Civil Española | No disputado por la Guerra Civil Española | No disputado por la Guerra Civil Española | No disputado por la Guerra Civil Española | No disputado por la Guerra Civil Española | No disputado por la Guerra Civil Española | No disputado por la Guerra Civil Española | No disputado por la Guerra Civil Española | No disputado por la Guerra Civil Española | No disputado por la Guerra Civil Española |                             |         |
| 1938-39                                                                    | No disputado por la Guerra Civil Española | No disputado por la Guerra Civil Española | No disputado por la Guerra Civil Española | No disputado por la Guerra Civil Española | No disputado por la Guerra Civil Española | No disputado por la Guerra Civil Española | No disputado por la Guerra Civil Española | No disputado por la Guerra Civil Española | No disputado por la Guerra Civil Española | No disputado por la Guerra Civil Española |                             |         |
| 1939-40                                                                    | 12                                        | 22                                        | Athletic-Aviación (1.ª)                   | 29                                        | Sevilla F. C.                             | 28                                        | Athletic Club                             | 26                                        | Unamuno                                   | 20                                        | Tabales                     | 29      |
| 1940-41                                                                    | 12                                        | 22                                        | Atlético Aviación (2.ª)                   | 33                                        | Athletic Club                             | 31                                        | Valencia C. F.                            | 27                                        | Pruden                                    | 30                                        | Echevarría                  | 21      |
| 1941-42                                                                    | 14                                        | 26                                        | Valencia C. F. (1.ª)                      | 40                                        | Real Madrid C. F.                         | 33                                        | Atlético Aviación                         | 33                                        | Mundo                                     | 27                                        | Acuña                       | 37      |
| 1942-43                                                                    | 14                                        | 26                                        | Athletic Club (5.ª)                       | 36                                        | Sevilla F. C.                             | 33                                        | C. F. Barcelona                           | 32                                        | M. Martín                                 | 32                                        | Acuña                       | 31      |
| Segundo Trofeo de Primera División (Club de Fútbol Barcelona, 1943-1953)   |                                           |                                           |                                           |                                           |                                           |                                           |                                           |                                           |                                           |                                           |                             |         |
| 1943-44                                                                    | 14                                        | 26                                        | Valencia C. F. (2.ª)                      | 40                                        | Atlético Aviación                         | 34                                        | Sevilla F. C.                             | 32                                        | Mundo                                     | 27                                        | Eizaguirre                  | 32      |
| 1944-45                                                                    | 14                                        | 26                                        | C. F. Barcelona (2.ª)                     | 39                                        | Real Madrid C. F.                         | 38                                        | Atlético Aviación                         | 31                                        | Zarra                                     | 19                                        | Eizaguirre                  | 28      |
| 1945-46                                                                    | 14                                        | 26                                        | Sevilla F. C. (1.ª)                       | 36                                        | C. F. Barcelona                           | 35                                        | Athletic Club                             | 33                                        | Zarra                                     | 24                                        | Bañón                       | 29      |
| 1946-47                                                                    | 14                                        | 26                                        | Valencia C. F. (3.ª)                      | 34                                        | Athletic Club                             | 34                                        | Atlético de Madrid                        | 32                                        | Zarra                                     | 34                                        | Lezama                      | 29      |
| 1947-48                                                                    | 14                                        | 26                                        | C. F. Barcelona (3.ª)                     | 37                                        | Valencia C. F.                            | 34                                        | Atlético de Madrid                        | 33                                        | Pahiño                                    | 23                                        | Velasco                     | 31      |
| 1948-49                                                                    | 14                                        | 26                                        | C. F. Barcelona (4.ª)                     | 37                                        | Valencia C. F.                            | 35                                        | Real Madrid C. F.                         | 34                                        | César                                     | 28                                        | Domingo                     | 28      |
| 1949-50                                                                    | 14                                        | 26                                        | Atlético de Madrid (3.ª)                  | 33                                        | R. C. D. La Coruña                        | 32                                        | Valencia C. F.                            | 31                                        | Zarra                                     | 25                                        | Acuña                       | 29      |
| 1950-51                                                                    | 16                                        | 30                                        | Atlético de Madrid (4.ª)                  | 40                                        | Sevilla F. C.                             | 38                                        | Valencia C. F.                            | 37                                        | Zarra                                     | 38                                        | Acuña                       | 36      |
| 1951-52                                                                    | 16                                        | 30                                        | C. F. Barcelona (5.ª)                     | 43                                        | Athletic Club                             | 40                                        | Real Madrid C. F.                         | 38                                        | Pahiño                                    | 28                                        | Ramallets                   | 40      |
| 1952-53                                                                    | 16                                        | 30                                        | C. F. Barcelona (6.ª)                     | 42                                        | Valencia C. F.                            | 40                                        | Real Madrid C. F.                         | 39                                        | Zarra                                     | 24                                        | Domingo                     | 34      |
| Tercer Trofeo de Primera División (Real Madrid Club de Fútbol, 1953-1961)  |                                           |                                           |                                           |                                           |                                           |                                           |                                           |                                           |                                           |                                           |                             |         |
| 1953-54                                                                    | 16                                        | 30                                        | Real Madrid C. F. (3.ª)                   | 40                                        | C. F. Barcelona                           | 36                                        | Valencia C. F.                            | 34                                        | Di Stéfano                                | 27                                        | Otero                       | 35      |
| 1954-55                                                                    | 16                                        | 30                                        | Real Madrid C. F. (4.ª)                   | 46                                        | C. F. Barcelona                           | 41                                        | Athletic Club                             | 39                                        | Arza                                      | 28                                        | Juan Alonso                 | 24      |
| 1955-56                                                                    | 16                                        | 30                                        | Athletic Club (6.ª)                       | 48                                        | C. F. Barcelona                           | 47                                        | Real Madrid C. F.                         | 38                                        | Di Stéfano                                | 24                                        | Ramallets                   | 24      |
| 1956-57                                                                    | 16                                        | 30                                        | Real Madrid C. F. (5.ª)                   | 44                                        | Sevilla F. C.                             | 39                                        | C. F. Barcelona                           | 39                                        | Di Stéfano                                | 31                                        | Ramallets                   | 35      |
| 1957-58                                                                    | 16                                        | 30                                        | Real Madrid C. F. (6.ª)                   | 45                                        | Atlético de Madrid                        | 42                                        | C. F. Barcelona                           | 38                                        | 3 jugadores Di Stéfano Ricardo Badenes    | 19                                        | Goyo                        | 28      |
| 1958-59                                                                    | 16                                        | 30                                        | C. F. Barcelona (7.ª)                     | 51                                        | Real Madrid C. F.                         | 47                                        | Athletic Club                             | 36                                        | Di Stéfano                                | 23                                        | Ramallets                   | 23      |
| 1959-60                                                                    | 16                                        | 30                                        | C. F. Barcelona (8.ª)                     | 46                                        | Real Madrid C. F.                         | 46                                        | Athletic Club                             | 39                                        | Puskás                                    | 26                                        | Ramallets                   | 24      |
| 1960-61                                                                    | 16                                        | 30                                        | Real Madrid C. F. (7.ª)                   | 52                                        | Atlético de Madrid                        | 40                                        | Real Zaragoza                             | 33                                        | Puskás                                    | 27                                        | Vicente                     | 25      |
| Cuarto Trofeo de Primera División (Real Madrid Club de Fútbol, 1961-1964)  |                                           |                                           |                                           |                                           |                                           |                                           |                                           |                                           |                                           |                                           |                             |         |
| 1961-62                                                                    | 16                                        | 30                                        | Real Madrid C. F. (8.ª)                   | 43                                        | C. F. Barcelona                           | 40                                        | Atlético de Madrid                        | 36                                        | Seminario                                 | 25                                        | Araquistáin                 | 19      |
| 1962-63                                                                    | 16                                        | 30                                        | Real Madrid C. F. (9.ª)                   | 49                                        | Atlético de Madrid                        | 37                                        | Real Oviedo                               | 33                                        | Puskás                                    | 26                                        | Vicente                     | 26      |
| 1963-64                                                                    | 16                                        | 30                                        | Real Madrid C. F. (10.ª)                  | 46                                        | C. F. Barcelona                           | 42                                        | Real Betis Balompié                       | 37                                        | Puskás                                    | 20                                        | Vicente                     | 10      |
| Quinto Trofeo de Primera División (Real Madrid Club de Fútbol, 1964-1969)  |                                           |                                           |                                           |                                           |                                           |                                           |                                           |                                           |                                           |                                           |                             |         |
| 1964-65                                                                    | 16                                        | 30                                        | Real Madrid C. F. (11.ª)                  | 47                                        | Atlético de Madrid                        | 43                                        | Real Zaragoza                             | 40                                        | Ré                                        | 25                                        | Betancort                   | 15      |
| 1965-66                                                                    | 16                                        | 30                                        | Atlético de Madrid (5.ª)                  | 44                                        | Real Madrid C. F.                         | 43                                        | C. F. Barcelona                           | 38                                        | Vavá II                                   | 19                                        | Pesudo                      | 15      |
| 1966-67                                                                    | 16                                        | 30                                        | Real Madrid C. F. (12.ª)                  | 47                                        | C. F. Barcelona                           | 42                                        | R. C. D. Español                          | 37                                        | Waldo                                     | 24                                        | Betancort                   | 15      |
| 1967-68                                                                    | 16                                        | 30                                        | Real Madrid C. F. (13.ª)                  | 42                                        | C. F. Barcelona                           | 39                                        | U. D. Las Palmas                          | 38                                        | Uriarte                                   | 22                                        | Junquera                    | 19      |
| 1968-69                                                                    | 16                                        | 30                                        | Real Madrid C. F. (14.ª)                  | 47                                        | U. D. Las Palmas                          | 38                                        | C. F. Barcelona                           | 36                                        | 2 jugadores Amancio Gárate                | 14                                        | Sadurní                     | 18      |
| Sexto Trofeo de Primera División (Real Madrid Club de Fútbol, 1969-1979)   |                                           |                                           |                                           |                                           |                                           |                                           |                                           |                                           |                                           |                                           |                             |         |
| 1969-70                                                                    | 16                                        | 30                                        | Atlético de Madrid (6.ª)                  | 42                                        | Athletic Club                             | 41                                        | Sevilla F. C.                             | 35                                        | 3 jugadores Amancio Gárate Luis Aragonés  | 16                                        | Iribar                      | 20      |
| 1970-71                                                                    | 16                                        | 30                                        | Valencia C. F. (4.ª)                      | 43                                        | C. F. Barcelona                           | 43                                        | Atlético de Madrid                        | 42                                        | 2 jugadores Gárate Rexach                 | 17                                        | Abelardo                    | 19      |
| 1971-72                                                                    | 18                                        | 34                                        | Real Madrid C. F. (15.ª)                  | 47                                        | Valencia C. F.                            | 45                                        | C. F. Barcelona                           | 43                                        | Porta                                     | 20                                        | Deusto                      | 17      |
| 1972-73                                                                    | 18                                        | 34                                        | Atlético de Madrid (7.ª)                  | 48                                        | C. F. Barcelona                           | 46                                        | R. C. D. Español                          | 45                                        | Marianín                                  | 19                                        | Reina                       | 21      |
| 1973-74                                                                    | 18                                        | 34                                        | C. F. Barcelona (9.ª)                     | 50                                        | Atlético de Madrid                        | 42                                        | Real Zaragoza                             | 40                                        | Quini                                     | 20                                        | Sadurní                     | 22      |
| 1974-75                                                                    | 18                                        | 34                                        | Real Madrid C. F. (16.ª)                  | 50                                        | Real Zaragoza                             | 38                                        | F. C. Barcelona                           | 37                                        | Carlos                                    | 19                                        | Sadurní                     | 19      |
| 1975-76                                                                    | 18                                        | 34                                        | Real Madrid C. F. (17.ª)                  | 48                                        | F. C. Barcelona                           | 43                                        | Atlético de Madrid                        | 42                                        | Quini                                     | 21                                        | Miguel Ángel                | 23      |
| 1976-77                                                                    | 18                                        | 34                                        | Atlético de Madrid (8.ª)                  | 46                                        | F. C. Barcelona                           | 45                                        | Athletic Club                             | 38                                        | Kempes                                    | 24                                        | Reina                       | 29      |
| 1977-78                                                                    | 18                                        | 34                                        | Real Madrid C. F. (18.ª)                  | 47                                        | F. C. Barcelona                           | 41                                        | Athletic Club                             | 40                                        | Kempes                                    | 28                                        | Artola                      | 23      |
| 1978-79                                                                    | 18                                        | 34                                        | Real Madrid C. F. (19.ª)                  | 47                                        | Real Sporting de Gijón                    | 43                                        | Atlético de Madrid                        | 41                                        | Krankl                                    | 29                                        | Manzanedo                   | 23      |
| Séptimo Trofeo de Primera División (Real Madrid Club de Fútbol, 1979-1988) |                                           |                                           |                                           |                                           |                                           |                                           |                                           |                                           |                                           |                                           |                             |         |
| 1979-80                                                                    | 18                                        | 34                                        | Real Madrid C. F. (20.ª)                  | 53                                        | Real Sociedad                             | 52                                        | Real Sporting de Gijón                    | 39                                        | Quini                                     | 24                                        | Arconada                    | 20      |
| 1980-81                                                                    | 18                                        | 34                                        | Real Sociedad (1.ª)                       | 45                                        | Real Madrid C. F.                         | 45                                        | Atlético de Madrid                        | 42                                        | Quini                                     | 20                                        | Arconada                    | 29      |
| 1981-82                                                                    | 18                                        | 34                                        | Real Sociedad (2.ª)                       | 47                                        | F. C. Barcelona                           | 45                                        | Real Madrid C. F.                         | 44                                        | Quini                                     | 26                                        | Arconada                    | 33      |
| 1982-83                                                                    | 18                                        | 34                                        | Athletic Club (7.ª)                       | 50                                        | Real Madrid C. F.                         | 49                                        | Atlético de Madrid                        | 46                                        | Rincón                                    | 20                                        | Agustín                     | 22      |
| 1983-84                                                                    | 18                                        | 34                                        | Athletic Club (8.ª)                       | 49                                        | Real Madrid C. F.                         | 49                                        | F. C. Barcelona                           | 48                                        | 2 jugadores Juanito Da Silva              | 17                                        | Urruti                      | 26      |
| 1984-85                                                                    | 18                                        | 34                                        | F. C. Barcelona (10.ª)                    | 53                                        | Atlético de Madrid                        | 43                                        | Athletic Club                             | 41                                        | H. Sánchez                                | 19                                        | Ablanedo                    | 22      |
| 1985-86                                                                    | 18                                        | 34                                        | Real Madrid C. F. (21.ª)                  | 56                                        | F. C. Barcelona                           | 45                                        | Athletic Club                             | 43                                        | H. Sánchez                                | 22                                        | Ablanedo                    | 27      |
| 1986-87                                                                    | 18                                        | 44                                        | Real Madrid C. F. (22.ª)                  | 66                                        | F. C. Barcelona                           | 63                                        | R. C. D. Español                          | 51                                        | H. Sánchez                                | 34                                        | Zubizarreta                 | 29      |
| 1987-88                                                                    | 20                                        | 38                                        | Real Madrid C. F. (23.ª)                  | 62                                        | Real Sociedad                             | 51                                        | Atlético de Madrid                        | 48                                        | H. Sánchez                                | 29                                        | Buyo                        | 23      |
| Octavo Trofeo de Primera División (Fútbol Club Barcelona, 1988-1993)       |                                           |                                           |                                           |                                           |                                           |                                           |                                           |                                           |                                           |                                           |                             |         |
| 1988-89                                                                    | 20                                        | 38                                        | Real Madrid C. F. (24.ª)                  | 62                                        | F. C. Barcelona                           | 57                                        | Valencia C. F.                            | 49                                        | Baltazar                                  | 35                                        | Ochotorena                  | 25      |
| 1989-90                                                                    | 20                                        | 38                                        | Real Madrid C. F. (25.ª)                  | 62                                        | Valencia C. F.                            | 53                                        | F. C. Barcelona                           | 51                                        | H. Sánchez                                | 38                                        | Ablanedo                    | 25      |
| 1990-91                                                                    | 20                                        | 38                                        | F. C. Barcelona (11.ª)                    | 57                                        | Atlético de Madrid                        | 47                                        | Real Madrid C. F.                         | 46                                        | Butragueño                                | 19                                        | Abel                        | 17      |
| 1991-92                                                                    | 20                                        | 38                                        | F. C. Barcelona (12.ª)                    | 55                                        | Real Madrid C. F.                         | 54                                        | Atlético de Madrid                        | 53                                        | Manolo                                    | 27                                        | Buyo                        | 27      |
| 1992-93                                                                    | 20                                        | 38                                        | F. C. Barcelona (13.ª)                    | 58                                        | Real Madrid C. F.                         | 57                                        | R. C. D. La Coruña                        | 54                                        | Bebeto                                    | 29                                        | 2 jugadores Liaño Cañizares | 31 / 30 |
| Noveno Trofeo de Primera División (Fútbol Club Barcelona, 1993-2006)       |                                           |                                           |                                           |                                           |                                           |                                           |                                           |                                           |                                           |                                           |                             |         |
| 1993-94                                                                    | 20                                        | 38                                        | F. C. Barcelona (14.ª)                    | 56                                        | R. C. D. La Coruña                        | 56                                        | Real Zaragoza                             | 46                                        | Romário                                   | 30                                        | Liaño                       | 18      |
| 1994-95                                                                    | 20                                        | 38                                        | Real Madrid C. F. (26.ª)                  | 55                                        | R. C. D. La Coruña                        | 51                                        | Real Betis Balompié                       | 46                                        | Zamorano                                  | 28                                        | Jaro                        | 25      |
| 1995-96                                                                    | 22                                        | 42                                        | Atlético de Madrid (9.ª)                  | 87                                        | Valencia C. F.                            | 83                                        | F. C. Barcelona                           | 80                                        | Pizzi                                     | 31                                        | Molina                      | 32      |
| 1996-97                                                                    | 22                                        | 42                                        | Real Madrid C. F. (27.ª)                  | 92                                        | F. C. Barcelona                           | 90                                        | R. C. D. La Coruña                        | 77                                        | Ronaldo                                   | 34                                        | Songo'o                     | 28      |
| 1997-98                                                                    | 20                                        | 38                                        | F. C. Barcelona (15.ª)                    | 74                                        | Athletic Club                             | 65                                        | Real Sociedad                             | 63                                        | Vieri                                     | 24                                        | Toni                        | 31      |
| 1998-99                                                                    | 20                                        | 38                                        | F. C. Barcelona (16.ª)                    | 79                                        | Real Madrid C. F.                         | 68                                        | R. C. D. Mallorca                         | 66                                        | Raúl                                      | 25                                        | Roa                         | 29      |
| 1999-2000                                                                  | 20                                        | 38                                        | R. C. D. La Coruña (1.ª)                  | 69                                        | F. C. Barcelona                           | 64                                        | Valencia C. F.                            | 64                                        | Salva                                     | 27                                        | Martín Herrera              | 37      |
| 2000-01                                                                    | 20                                        | 38                                        | Real Madrid C. F. (28.ª)                  | 80                                        | R. C. D. La Coruña                        | 73                                        | R. C. D. Mallorca                         | 71                                        | Raúl                                      | 24                                        | Cañizares                   | 34      |
| 2001-02                                                                    | 20                                        | 38                                        | Valencia C. F. (5.ª)                      | 75                                        | R. C. D. La Coruña                        | 68                                        | Real Madrid C. F.                         | 66                                        | Tristán                                   | 21                                        | Cañizares                   | 23      |
| 2002-03                                                                    | 20                                        | 38                                        | Real Madrid C. F. (29.ª)                  | 78                                        | Real Sociedad                             | 76                                        | R. C. D. La Coruña                        | 72                                        | Makaay                                    | 29                                        | Cavallero                   | 27      |
| 2003-04                                                                    | 20                                        | 38                                        | Valencia C. F. (6.ª)                      | 77                                        | F. C. Barcelona                           | 72                                        | R. C. D. La Coruña                        | 71                                        | Ronaldo                                   | 24                                        | Cañizares                   | 25      |
| 2004-05                                                                    | 20                                        | 38                                        | F. C. Barcelona (17.ª)                    | 84                                        | Real Madrid C. F.                         | 80                                        | Villarreal C. F.                          | 65                                        | Forlán                                    | 25                                        | Víctor Valdés               | 25      |
| 2005-06                                                                    | 20                                        | 38                                        | F. C. Barcelona (18.ª)                    | 82                                        | Real Madrid C. F.                         | 70                                        | Valencia C. F.                            | 69                                        | Eto'o                                     | 26                                        | Pinto                       | 28      |
| Décimo Trofeo de Primera División (Fútbol Club Barcelona, 2006-2011)       |                                           |                                           |                                           |                                           |                                           |                                           |                                           |                                           |                                           |                                           |                             |         |
| 2006-07                                                                    | 20                                        | 38                                        | Real Madrid C. F. (30.ª)                  | 76                                        | F. C. Barcelona                           | 76                                        | Sevilla F. C.                             | 71                                        | V. Nistelrooy                             | 25                                        | Abbondanzieri               | 30      |
| 2007-08                                                                    | 20                                        | 38                                        | Real Madrid C. F. (31.ª)                  | 85                                        | Villarreal C. F.                          | 77                                        | F. C. Barcelona                           | 67                                        | Güiza                                     | 27                                        | Casillas                    | 32      |
| 2008-09                                                                    | 20                                        | 38                                        | F. C. Barcelona (19.ª)                    | 87                                        | Real Madrid C. F.                         | 78                                        | Sevilla F. C.                             | 70                                        | Forlán                                    | 32                                        | Víctor Valdés               | 31      |
| 2009-10                                                                    | 20                                        | 38                                        | F. C. Barcelona (20.ª)                    | 99                                        | Real Madrid C. F.                         | 96                                        | Valencia C. F.                            | 71                                        | Messi                                     | 34                                        | Víctor Valdés               | 24      |
| 2010-11                                                                    | 20                                        | 38                                        | F. C. Barcelona (21.ª)                    | 96                                        | Real Madrid C. F.                         | 92                                        | Valencia C. F.                            | 71                                        | C. Ronaldo                                | 41                                        | Víctor Valdés               | 16      |
| Undécimo Trofeo de Primera División (Fútbol Club Barcelona, 2011-2019)     |                                           |                                           |                                           |                                           |                                           |                                           |                                           |                                           |                                           |                                           |                             |         |
| 2011-12                                                                    | 20                                        | 38                                        | Real Madrid C. F. (32.ª)                  | 100                                       | F. C. Barcelona                           | 91                                        | Valencia C. F.                            | 61                                        | Messi                                     | 50                                        | Víctor Valdés               | 28      |
| 2012-13                                                                    | 20                                        | 38                                        | F. C. Barcelona (22.ª)                    | 100                                       | Real Madrid C. F.                         | 85                                        | Atlético de Madrid                        | 76                                        | Messi                                     | 46                                        | Courtois                    | 28      |
| 2013-14                                                                    | 20                                        | 38                                        | Atlético de Madrid (10.ª)                 | 90                                        | F. C. Barcelona                           | 87                                        | Real Madrid C. F.                         | 87                                        | C. Ronaldo                                | 31                                        | Courtois                    | 24      |
| 2014-15                                                                    | 20                                        | 38                                        | F. C. Barcelona (23.ª)                    | 94                                        | Real Madrid C. F.                         | 92                                        | Atlético de Madrid                        | 78                                        | C. Ronaldo                                | 48                                        | Bravo                       | 19      |
| 2015-16                                                                    | 20                                        | 38                                        | F. C. Barcelona (24.ª)                    | 91                                        | Real Madrid C. F.                         | 90                                        | Atlético de Madrid                        | 88                                        | Luis Suárez                               | 40                                        | Jan Oblak                   | 18      |
| 2016-17                                                                    | 20                                        | 38                                        | Real Madrid C. F. (33.ª)                  | 93                                        | F. C. Barcelona                           | 90                                        | Atlético de Madrid                        | 78                                        | Messi                                     | 37                                        | Jan Oblak                   | 21      |
| 2017-18                                                                    | 20                                        | 38                                        | F. C. Barcelona (25.ª)                    | 93                                        | Atlético de Madrid                        | 79                                        | Real Madrid C. F.                         | 76                                        | Messi                                     | 34                                        | Jan Oblak                   | 22      |
| 2018-19                                                                    | 20                                        | 38                                        | F. C. Barcelona (26.ª)                    | 87                                        | Atlético de Madrid                        | 76                                        | Real Madrid C. F.                         | 68                                        | Messi                                     | 36                                        | Jan Oblak                   | 27      |
| Duodécimo Trofeo de Primera División (2019-)                               |                                           |                                           |                                           |                                           |                                           |                                           |                                           |                                           |                                           |                                           |                             |         |
| 2019-20                                                                    | 20                                        | 38                                        | Real Madrid C. F. (34.ª)                  | 87                                        | F. C. Barcelona                           | 82                                        | Atlético de Madrid                        | 70                                        | Messi                                     | 25                                        | Courtois                    | 20      |
| 2020-21                                                                    | 20                                        | 38                                        | Atlético de Madrid (11.ª)                 | 86                                        | Real Madrid C. F.                         | 84                                        | F. C. Barcelona                           | 79                                        | Messi                                     | 30                                        | Jan Oblak                   | 24      |
| 2021-22                                                                    | 20                                        | 38                                        | Real Madrid C. F. (35.ª)                  | 86                                        | F. C. Barcelona                           | 73                                        | Atlético de Madrid                        | 71                                        | Benzema                                   | 27                                        | Bono                        | 24      |
| 2022-23                                                                    | 20                                        | 38                                        | F. C. Barcelona (27.ª)                    | 88                                        | Real Madrid C. F.                         | 78                                        | Atlético de Madrid                        | 77                                        | Lewandowski                               | 23                                        | Ter Stegen                  | 18      |
| 2023-24                                                                    | 20                                        | 38                                        | Real Madrid C. F. (36.ª)                  | 95                                        | F. C. Barcelona                           | 85                                        | Girona F. C.                              | 81                                        | Artem Dovbyk                              | 24                                        | Unai Simón                  | 33      |
| 2024-25                                                                    | 20                                        | 38                                        | F. C. Barcelona (28.ª)                    | 88                                        | Real Madrid C. F.                         | 84                                        | Atlético de Madrid                        | 76                                        | Kylian Mbappé                             | 31                                        | Jan Oblak                   | 30      |

### Trofeos en propiedad
El trofeo de la Liga se entrega al club campeón, que lo conserva durante un año para luego cederlo al vencedor de la siguiente edición. Después de devolverlo, los clubes sólo pueden exhibir en sus vitrinas una copia a escala reducida de la copa original. Sin embargo, el equipo que consigue ganar en cinco ocasiones alternas o tres consecutivas el mismo trofeo, se queda con él en propiedad y se comienza un nuevo ciclo poniendo todos los contadores de títulos a cero. A partir de la temporada 2019-20 empezará la disputa del duodécimo trofeo, habiéndose repartido tres clubes la propiedad de los once anteriores:
- Athletic Club: ganó en propiedad el primer trofeo (disputado entre 1929 y 1943);
- Real Madrid C. F.: propietario de cinco trofeos, del tercero al séptimo (1953-61, 1961-64, 1964-69, 1969-79, 1979-88);
- F. C. Barcelona: propietario de otros cinco trofeos, el segundo (1943-53), y del octavo al undécimo (1988-93, 1993-2006, 2006-11 y 2011-2019).

| Trofeo | Año         | Club                                                               | Títulos                                                            |
| ------ | ----------- | ------------------------------------------------------------------ | ------------------------------------------------------------------ |
| 1º     | 1929 - 1943 | Athletic Club                                                      | 1929-30, 1930-31, 1933-34, 1935-36, 1942-43                        |
| 2º     | 1943 - 1953 | F. C. Barcelona                                                    | 1944-45, 1947-48, 1948-49, 1951-52, 1952-53                        |
| 3º     | 1953 - 1961 | Real Madrid C. F.                                                  | 1953-54, 1954-55, 1956-57, 1957-58, 1960-61                        |
| 4º     | 1961 - 1964 | Real Madrid C. F.                                                  | 1961-62, 1962-63, 1963-64                                          |
| 5º     | 1964 - 1969 | Real Madrid C. F.                                                  | 1966-67, 1967-68, 1968-69                                          |
| 6º     | 1969 - 1979 | Real Madrid C. F.                                                  | 1971-72, 1974-75, 1975-76, 1977-78, 1978-79                        |
| 7º     | 1979 - 1988 | Real Madrid C. F.                                                  | 1985-86, 1986-87, 1987-88                                          |
| 8º     | 1988 - 1993 | F. C. Barcelona                                                    | 1990-91, 1991-92, 1992-93                                          |
| 9º     | 1993 - 2006 | F. C. Barcelona                                                    | 1993-94, 1997-98, 1998-99, 2004-05, 2005-06                        |
| 10.º   | 2006 - 2011 | F. C. Barcelona                                                    | 2008-09, 2009-10, 2010-11                                          |
| 11º    | 2011 - 2019 | F. C. Barcelona                                                    | 2012-13, 2014-15, 2015-16, 2017-18, 2018-19                        |
| 12º    | 2019 -      | Al equipo que gane en cinco ocasiones alternas o tres consecutivas | Al equipo que gane en cinco ocasiones alternas o tres consecutivas |

### Cambios destacables
- Liga de 10 equipos desde la temporada 1928/29 (primera edición) hasta la temporada 1933/34 (inclusive), Liga de 12 equipos desde la temporada 1934/35 hasta la temporada 1940/41 (ambas inclusive, aunque entre 1936 y 1939 no hubo competiciones debido a la guerra civil), Liga de 14 equipos desde la temporada 1941/42 hasta 1949/50 (ambas inclusive), Liga de 16 equipos desde la temporada 1950/51 hasta la temporada 1970/1971 (ambas inclusive), Liga de 18 equipos desde la temporada 1971/72 hasta la temporada 1986/87 (ambas inclusive), Liga de 20 equipos a partir de la temporada 1987/88 y hasta la actualidad, con las excepciones de las Ligas 1995/1996 y 1996/97 con 22 equipos.
- A partir de la temporada 1995/1996 se otorga 3 puntos por victoria. También se estableció la obligación de poner el nombre y/o apellido en el dorsal de cada jugador y se amplia el número de sustituciones permitidas durante el partido de 2 a 3 para cada equipo.
- A partir de la temporada 1999-2000 se eliminó la promoción de descenso/ascenso y se incrementó en uno (de dos a tres) el número de ascensos y descensos directos entre Primera y Segunda División por temporada.
- A partir de la temporada 2018/19 se implanta el VAR y el calendario asimétrico.